# Даже по-аргентински
«Даже по-аргентински» (англ. Down Argentine Way) — американский музыкальный фильм 1940 года, снятый в технике техниколор киностудией 20th Century Fox. Главные роли исполнили Бетти Грейбл и Кармен Миранда. В фильме также снимались Дон Амичи, Братья Николас, Шарлотта Гринвуд и Дж. Кэррол Нэш.
Фильм был снят режиссером Ирвингом Каммингс и спродюсирован Дэррилом Ф. Занук по сценарию Карла Танберга и Даррелла Уэра, основанному на рассказе Райана Джеймса и Ральфа Спенса. Операторская работа была выполнена Леоном Шамрой и Рэем Реннахан. Композиторами были Гарри Уоррен и Джимми Макхью, а авторами-лирицистами — Мак Гордон и Эл Дубин.
Съемки длились 10 месяцев, за которые члены съемочной группы преодолели около 35 000 миль. Вторая съёмочная группа была отправлена в Буэнос-Айрес для съемок на месте, а другая группа отправилась в Нью-Йорк и снимала там Миранду более месяца. Миранда на тот момент исполняла южноамериканские песни в бродвейской постановке «Улицы Парижа» (The Streets of Paris).
В 2014 году «Даже по-аргентински» был признан «культурно, исторически или эстетически значимым» Библиотекой Конгресса США и был включён в Национальный реестр фильмов.

## Сюжет
Молодой человек Рикардо Кинтана (Дон Амичи) готовится к путешествию из Аргентины в Нью-Йорк, чтобы продать несколько призовых лошадей своего отца. Перед отъездом дон Диего Кинтана (Генри Стивенсон) дает указание своему сыну не продавать лошадей Бинни Кроуфорд (Шарлотта Гринвуд) или любому члену её семьи, потому что её брат, Уиллис, обманул его много лет назад. Прибыв в Нью-Йорк и выставив лошадей на ипподроме, Рикардо влюбляется в Гленду Кроуфорд (Бетти Грейбл) и тем же вечером идет с ней ужинать. Когда он узнает, что она племянница Бинни, он отказывается продать ей лошадь, которую она хочет купить, и вместо этого продаёт эту лошадь своей лучшей подруге Хелен (Кей Олдридж). Он поспешно возвращается в Аргентину, а Гленда, обеспокоенная его внезапной переменной, следует за ним в сопровождении своей тети.
Пара снова встречается в Аргентине на выступлении Кармен Миранды, где в конце концов признается друг другу в любви. Впоследствии Рикардо представляет Гленду своему отцу как мисс Каннингем. Вскоре дон Диего обнаруживает истинную личность Гленды и отрекается от своего сына за то, что тот связался с Кроуфордами. Плохое настроение усугубляется, когда его лошадь Фуриозо отказывается прыгать и убегает с поля.\

## В ролях
- Дон Амичи в роли Рикардо Кинтаны
- Бетти Грейбл в роли Гленды Кроуфорд
- Кармен Миранда в роли самой себя
- Шарлотт Гринвуд в роли Бинни Кроуфорд
- Дж. Кэррол Нэш в роли Касиано
- Генри Стивенсон в роли дона Диего Кинтаны
- Кэй Олдридж в роли Хелен Карсон
- Леонид Кински в роли Тито Акуна
- Крис-Пин Мартин в роли Эстебана
- Роберт Конвей, как Джимми Блейк
- Грегори Гайе в роли Себастьян, метрдотель
- Бобби Стоун в роли Панчито
- Чарльз Джудельс в роли доктора Артуро Падилла, посла
- Файярд Николас в роли профессионального танцора (Братья Николас)
- Гарольд Николас в роли профессионального танцора (Братья Николас).

## Производство
Рабочее название фильма — The South American Way (Южноамериканский путь). «Даже по-аргентински» считается первым из многих фильмов Fox, снятых для реализации политики «доброго соседа» президента Франклина Д. Рузвельта в отношении Латинской Америки.
Кармен Миранда подписала контракт с Fox в 1940 году и выступала в нью-йоркском клубе, и «Даже по-аргентински» стал её первым американским фильмом. Поскольку Миранда не могла разорвать контракт с ночным клубом, её кадры для этого фильма были сняты в Нью-Йорке, в то время как все остальные актеры работали с режиссером Ирвингом Каммингс в Лос-Анджелесе. Благодаря своей роли в фильме, Бетти Грейбл стала очень известной. Изначально её должна была исполнить Элис Фей, но заболела.
The Hollywood Reporter отметил, что успех Дж. Кэрролла Нэша в комедийной роли в этом фильме побудил Fox снова задействовать его в фильме «Та ночь в Рио» (That Night in Rio). Более поздние критики, такие как историк кино У. Ли Козад, полагают, что эпизодическая роль актрисы Елены Вердуго (в возрасте 14 лет) возможно, была её первой ролью в кино.
Фильм снимался в Лос-Анджелесе и на ранчо Гринфилд в Таузанд-Окс, Калифорния.